# إسبلانادا
إسبلانادا بلدية في ولاية باهيا في المنطقة الشمالية الشرقية من البرازيل.